# 3558 Shishkin
3558 Shishkin este un asteroid din centura principală, descoperit pe 26 septembrie 1978 de Liudmila Juravliova.